# Галактион (Кордун)
Галактио́н Силиштя́ну-Ко́рдун (рум. Galaction Silişteanu-Cordun; 30 августа [11 сентября] 1883, Брехуиешти, Ботошани — 8 июля 1959, Слэтьоарский монастырь, Сучава) — первый предстоятель неканонической Православной старостильной церкви Румынии с титулом «архиепископ и митрополит Традиционной Православной Церкви Востока».

## Биография
В 1911 году окончил Одесскую духовную семинарию. К тому времени имел сан иеродиакона. затем поступил на третий курс Санкт-Петербургской духовной академии, которую окончил в 1915 году со степенью магистра богословия. Во время обучения в России познакомился и впоследствии многие годы поддерживал отношения с будущим патриархом Московским и всея Руси Алексием (Симанским).
Духовное образование завершил в Черновицком университете, где был удостоен степени доктора богословия. Обучаясь в Черновцах, познакомился и установил добрые отношения с учившимся там же будущим патриархом Болгарским Кириллом (Марковым).
Вернувшись в Румынию накануне Первой мировой войны, был хиротонисан во иеромонаха и назначен клириком Бухарестского кафедрального собора. Вскоре после хиротонии был возведён в достоинство архимандрита.
В январе 1917 года был арестован немецкими оккупационными властями по обвинению в антинемецкой деятельности и через несколько месяцев выслан в Болгарию. После окончания войны он вернулся в Румынию.
В 1923—1926 годы служил священником на Румынских железных дорогах. Развернул значительную работу среди рабочих и должностных лиц железной дороги. На финансовые средства, выделяемые Румынской ЖД, было издано 64 печатных изданий, книг, проповедей, трактатов, переводов и оригинальных произведений.
В 1932 году назначен великим экклесиархом патриаршего собора в Бухаресте. Успешно сочетал церковно-административное служение с научной работой; так в начале 1930-х годов из-под его пера вышло исследование по сектоведению «Проявления иудаизма в вероучении адвентистов».
31 марта 1935 года решением Священного синода Румынской православной церкви избран викарным епископом Рымникско-Северинской епархии.
27 марта того же года состоялась его хиротония во епископа Крайовского, викария Рымникско-Северинской епархии. Хиротонию совершили: епископ Рымникский и Ново-Северинский Варфоломей (Стэнеску), епископ Констанцский Геронтий (Николау) и епископ Американский Поликарп (Морушка).
В том же 1935 году назначен секретарём Священного синода Румынской православной церкви.
В сентябре 1940 года становится духовником румынской королевской семьи, что не предполагало другой церковно-административной нагрузки.
Не позднее 1944 года был избран настоятелем Нямецкой лавры — одного из крупнейших монастырей Румынии.
Приход к власти в Румынии коммунистов поставил крест на церковной карьере епископа Галактиона.

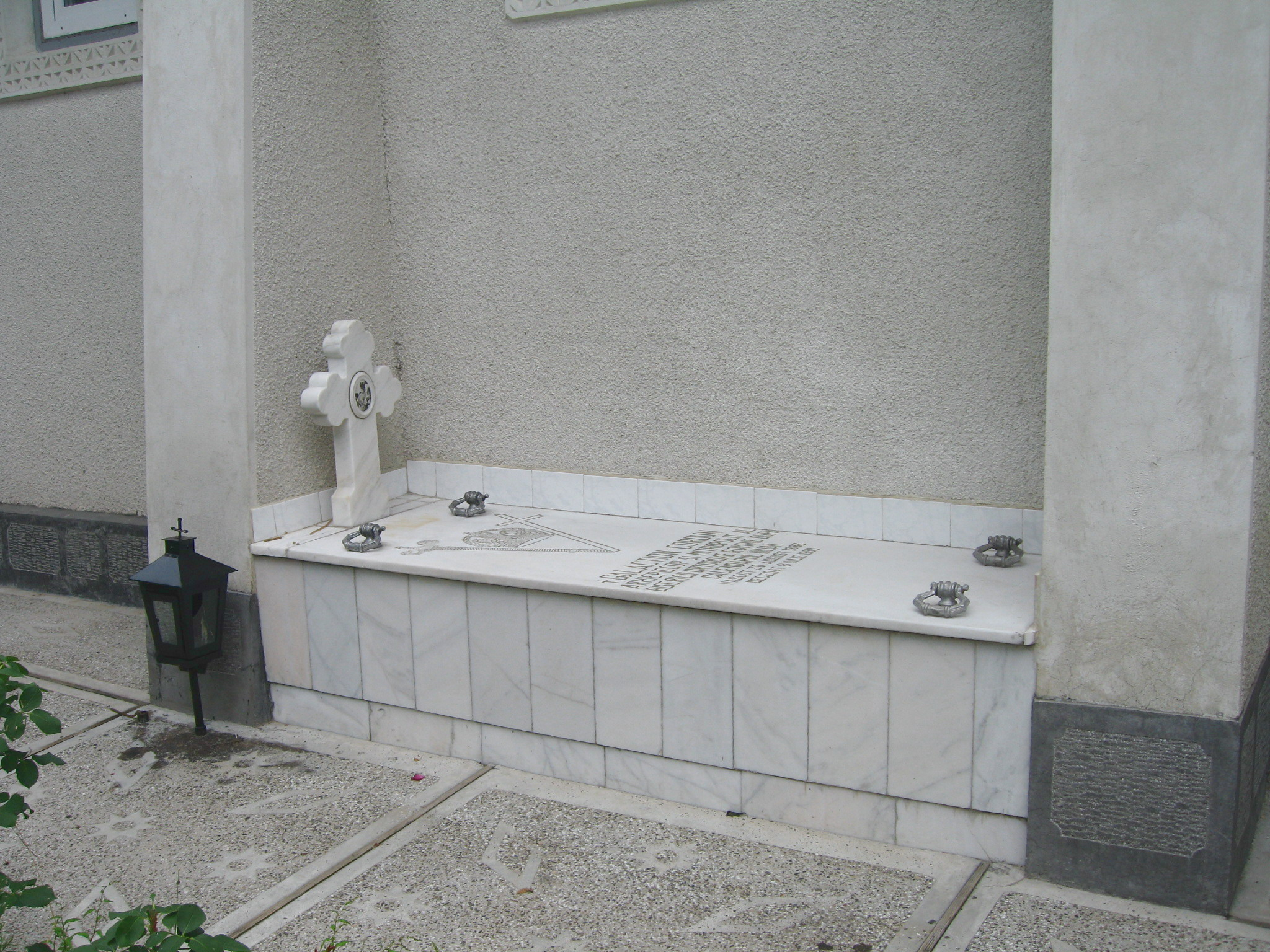
Захоронение в Слатиоарском монастыре

В 1947 году епископа Галактиона посетила делегация представителей румынского старостильного раскола, которая предложила ему возглавить «Румынскую Православную Старостильную Церковь». Лишённый возможности дальнейшего карьерного роста в канонической Церкви, епископ Галактион дал своё предварительное согласие, но главным своим условием выдвинул подготовку для него соответствующих условий проживания и содержания. Спустя восемь лет румынские старокалендаристы окончили строительство Слатиоарского Спасо-Преображенского монастыря, включавшего корпус для проживания митрополита. Весной 1955 года они снова направились к епископу Галактиону, который 5 апреля того же года совершил акт присоединения к Румынской православной старостильной церкви и принял на себя руководство данной организацией, усвоив себе титул архиепископа-митрополита. Официальное свидетельство о добровольном переходе епископа Галактиона (Кордуна) в старостильное движение было составлено и заверено подписью государственного нотариуса 13 апреля 1955 года. 14 апреля 1955 года он был лишён епископского сана в Румынской православной церкви.
Личное знакомство с патриархом Московским Алексием и патриархом Болгарским Кириллом давало ему надежду на признание возглавляемой им старостильной юрисдикции. В своих посланиях он позиционировал себя поборником церковных традиций и высказывал надежду на действенную помощь со стороны придерживающихся старого календаря Русской и Болгарской православных церквей. Однако патриархи Алексий и Кирилл отказались от покровительства разделению в Румынской православной церкви.
В июне 1955 года он прибыл в Слэтьоару, где был радушно встречен в монастыре и отслужил литургию, во время которой возвёл иеромонаха Гликерия (Тэнасе) в достоинство архимандрита. В ближайшее время новый первоиерарх рукоположил значительное количество иереев и диаконов.
В 1956 году в нарушении первого правила святых апостолов единолично рукоположил архимандрита Евлогия (Оца) во епископа. Вскоре после этого был проведен целый ряд архиерейских хиротоний.
Скончался 8 июля 1959 года и был погребён в Спасо-Преображенском Слэтьоарском монастыре в Слэтьоаре.